# 독일어
독일어(獨逸語, 독일어: deutsche Sprache, Deutsch, 문화어: 도이췰란드어, 도이취어)는 게르만어파 서게르만어군에 속하는 언어로, 독일, 오스트리아, 스위스 등 서유럽에서 사용된다.
독일어는 학술어로서 그 중요성이 크며 세계 출판업계에서 영어 다음으로 가장 많이 사용되는 언어이다. 모국어로서의 사용자수는 약 1억 2천만 여명으로 세계 10위 수준이며, 유럽 연합에서 가장 많은 사람들이 모국어로 사용하는 언어이다. 전 세계에서 제2언어로 배우는 사용자의 수가 영어, 스페인어, 그리고 프랑스어 다음으로 많아, 세계의 주요언어 중 하나로 여겨진다.

## 계통
독일어는 서게르만어계의 언어이며, 인도유럽어족 계통의 일부이다. 참고로 독일어와 영어는 같은 계통인 게르만어에 뿌리를 두고 있지만 서로 다른 발달과정을 겪어왔다.

## 사용 현황

독일어의 대표적 사용국인 독일, 오스트리아, 스위스

독일어는 중서부 유럽에서 모국어로써 가장 많이 사용되는 언어로, 유럽 연합의 공용어이자 공식 실무 언어이기도 하다. 독일, 오스트리아, 리히텐슈타인의 국어이며, 스위스, 벨기에, 룩셈부르크, 루마니아에서 공용어로 사용하고 아프리카 서부 나미비아에서도 공인지역어로 독일어를 채택하고 있다. 이탈리아의 남티롤 (트렌티노알토아디제 주), 프랑스의 알자스와 로렌, 헝가리, 체코, 슬로바키아 등과 동유럽 국가들의 국민, 특히 중장년층은 제2외국어로 독일어를 자유롭게 구사할 수 있다. 미국은 독일에서 이주한 사람들의 후손이 약 500만 명 정도로 영어와 혼합한 특수한 독일어를 구사할 수 있다.
19세기에 독일과 오스트리아, 스위스 등에서 남아메리카로 이주했던 사람들의 후손이 사는 아르헨티나, 브라질(특히 히우그란지두술주, 산타카타리나주, 파라나 주, 이스피리투산투주)에 소수의 독일어 사용자가 있고, 제2차 세계 대전 이후에 소련 당국에 의해 강제로 이주당한 독일인들의 후손들이 사는 러시아와 카자흐스탄 등에도 소수의 독일어 사용자가 있다.
독일은 1871년 프랑스와의 전쟁에서 승리하여 통일을 이룬 뒤에 독일 제국의 황제로 즉위한 빌헬름 1세의 팽창 정책으로 인해 뒤늦게 절대다수의 식민지를 개척했다. 이 때 독일어는 카메룬, 부룬디, 나미비아, 탄자니아, 르완다 등 아프리카 국가와 파푸아뉴기니, 마셜 제도, 미크로네시아 연방, 사모아, 팔라우 등 오세아니아 국가에 전파됐다. 그러나 독일이 제1차 세계 대전에서 패배한 결과, 모든 해외 식민지를 잃으면서 짧은 점령 기간 탓에 독일어를 쓰는 나라는 줄어들었다.
반대로 벨기에의 경우 독일의 제1차 세계 대전의 패전 결과 독일 라인 지방의 일부를 할양받으면서 독일어가 공용어로 추가 지정되었다. 루마니아의 경우는 1989년까지 한동안 사용이 금지되었지만 공산주의 체제의 붕괴로 사용이 합법화되었으며, 최근에는 지방 언어로 지정되었다.

## 문자 체계
독일어는 로마 문자를 사용한다. 영어에서 쓰는 26개의 표준 문자에 3개의 움라우트, 즉 ä, ö 그리고 ü, 또 "ss"를 나타내는 특수한 문자인 ß(에스체트)가 추가되어 있다.
독일어는 얼마 전까지만 해도 프락투어와 슈바바허(de) 등의 흑자체로 인쇄되고 쥐테를린이라는 독특한 글씨체로 씌었는데 훈련 없이는 이들을 읽기 힘들다. 오늘날에는 우리에게 익숙한 세리프체와 산세리프체가 사용되고 있다.
독일에서는 에스체트의 표기 문제로 1996년 독일어 정서법 개정 당시 논란이 있었다. 그러나 오래전부터 독일 이외 즉 오스트리아, 스위스, 리히텐슈타인 등에서는 에스체트를 공문서나 웹사이트에서 모두 "ss"로 표기하여 불편함을 없애 두었다. 이들 나라에서 독일어 출판물이 나올 때는 독일어권 전체를 대상으로 하기 때문에 에스체트를 사용하는 경우도 있다.

## 알파벳과 발음 설명
| 문자 | 명칭  | 발음    |
| ---- | ----- | ------- |
| a    | a     | a       |
| b    | be    | b, p    |
| c    | ce    | c       |
| d    | de    | d, t    |
| e    | e     | e       |
| f    | ef(f) | f       |
| g    | ge    | g       |
| h    | ha    | h, 묵음 |
| i    | i     | i       |
| j    | jot   | j       |
| k    | ka    | k       |
| l    | el    | l       |
| m    | em    | m       |
| n    | en    | n       |
| o    | o     | o       |

| 문자 | 명칭        | 발음                      |
| ---- | ----------- | ------------------------- |
| p    | pe          | p                         |
| q    | qu          | 반드시 뒤에 u가 함께 쓰임 |
| r    | er          | r                         |
| s    | es(s)       | z, s                      |
| t    | te          | t                         |
| u    | u           | u                         |
| v    | vau         | f, v(외국어)              |
| w    | we          | v                         |
| x    | ix          | ks                        |
| y    | ypsilon     | y                         |
| z    | zet(t)      | ts                        |
| ä    | ä, a-Umlaut | ɛ,æ                       |
| ö    | ö, o-Umlaut | œ                         |
| ü    | ü, u-Umlaut | ʏ                         |
| ß    | Eszett      | s                         |

| 이중자모음     | 발음                                |
| -------------- | ----------------------------------- |
| eu, äu         | ɔʏ̯                                  |
| ie             | iː                                  |
| ei, ey, ai, ay | aɪ̯                                  |
| ch             | x (a,o,u 앞에서) ç (나머지) k(고어) |
| sp, st         | ʃp, ʃt                              |
| sch            | ʃ                                   |
| pf             | p͡f                                  |
| qu             | kv                                  |

### 장음
- aa, ee, oo는 중모음이 되어 장음으로 발음된다. (예: Haar, Tee, Boot)
- 모음 뒤에 온 h는 묵음이 되고, 앞의 모음은 장음이 된다. (예: fahren, gehen)
- ie는 대부분 장음이 된다. 단 Familie, Asien, Italien, Ferien 등은 예외이다.
- 단자음(모음 + 자음)은 장음이 된다. (예: Tag, Weg, gut, Abend, Name, Blume, Vater)

## 문법

### 명사의 변화

#### 굴절과 관사
독일어 명사(German noun)는 격(case), 성(gender), 수(number)에 따라 굴절한다.
- 4개의 격(case) : 주격(nominative case), 대격(accusative case), 속격(genitive case), 여격(dative case)
- 3개의 성(gender) : 남성(masculine), 여성(feminine), 중성(neuter). 어미(word ending)는 문법적 성을 드러내기도 한다. 예를 들어,

  - 여성 : -ung (-ing), -schaft (-ship), -keit, heit (-hood, -ness)
  - 중성 : -chen, -lein(지소사 diminutive form)
  - 남성 : -ismus (-ism)

다른 것들은 더욱 다양한 것들도 있다. 심지어 언어가 통용되는 지역에 따라 바뀌기도 한다. 또한 일부 어미는 한 성에만 국한되지 않는다.
- - -er (-er)
    - Feier (여성), 의례(celebration), 파티(party)
    - Arbeiter (남성), 노동자(labourer);
    - Gewitter (중성), 천둥(thunderstorm)

- 2개의 수(number) : 단수(singular), 복수(plural)

굴절 정도는 고대 고지대 독일어(Old High German)와 라틴어(Latin), 고대 그리스어(Ancient Greek), 산스크리트어(Sanskrit)와 같은 기타 고대 인도-유럽제어(old Indo-European languages)보다는 덜하다. 또한 고대 영어(Old English), 현대 아이슬란드어(Icelandic), 러시아어(Russian)보다도 덜하다. 3개의 성 구분은 복수일 경우 붕괴된다. 4개의 격과 3개의 성+1개의 복수형이 어우러져, 총 16개의 관사(article)의 격과 성/수 치환이 있다. 그러나 정관사(definite article)는 6개만 있다. 이는 16개의 관사를 모두 커버한다. 명사에서, 격의 굴절은 강한 남성형(strong masculine)의 단수형에서만 굴절한다. 중성형은 속격과 여격에서만 굴절한다(그것도 관용구나 고어형에서만 굴절). 이조차도 비공식적인 대화체에서는 다른 대체물로 전환되고 있다. 약한 남성형(weak masculine) 명사는 단수일 경우 속격, 여격, 대격이 모두 같은 격어미(case ending)를 갖는다. 여성형 명사는 단수형에서는 격변화를 일으키지 않는다. 복수형은 여격에서 굴절한다. 결국, 독일어에서는 -s, -es, -n, -ns, -en, -ens, -e 7개의 굴절어미(inflectional ending)(복수형은 불포함)를 갖는다.
|      | 남성 | 중성 | 여성 | 복수 |
| 주격 | der  | das  | die  | die  |
| 대격 | den  | das  | die  | die  |
| 여격 | dem  | dem  | der  | den  |
| 속격 | des  | des  | der  | der  |

#### 합성어
다른 게르만어(Germanic language) 계통 언어처럼 독일어도 명사 합성어(noun compound)가 있다. 이 경우 앞의 명사는 뒤의 명사가 정하는 범주를 한정한다.
- Hundehütte (문자적으로는 "개 오두막(dog hut)"이지만 한정되어 "개집(dog kennel)"이 됨)

영어에서는 긴 명사의 새로운 합성이나 결합은 명사 사이에 칸을 띄우고서 '열린' 채로 쓰지만, 독일어 혹은 다른 게르만어들은 거의 대부분 띄어쓰기 없이 '닫힌' 형태로 사용한다.
- Baumhaus ("tree house")

영어처럼 독일어는 이론적으로 긴 합성어를 갖는다. 실제 사용되고 있는 가장 긴 합성어는 Rindfleischetikettierungsüberwachungsaufgabenübertragungsgesetz이다. 축자적으로 해석하면 "소고기 라벨링 감독 임무 양도 법(beef labelling supervision duties assignment law)" Rind (cattle), Fleisch (meat), Etikettierung(s) (labelling), Überwachung(s) (supervision), Aufgaben (duties), Übertragung(s) (assignment), Gesetz (law)이다. 그러나 이런 사례는 실제 독일어 사용자들에게 있어 지나치게 관료적인 느낌이고 양식상으로도 이상하며 심지어는 비꼬는 듯한 느낌을 주기도 한다.

### 관사의 변화
독일어의 명사는 남성, 여성, 중성의 3개의 성별과 주격 (Werfall; Nominativ), 소유격 (Wes[sen]fall; Genitiv), 여격 (Wemfall; Dativ), 목적격 (Wenfall; Akkusativ)에 따라 다른 관사가 사용된다. (각각을 편의상 1격, 2격, 3격, 4격 이라고도 부른다) 특히 Dativ와 Akkusativ의 경우 문장 내에서 목적어에 해당하며 각각이 우리말로 (~에게), (~을/를)로 해석되는 경우가 많으나 항상 그런 것이 아니므로 주의해야 한다. 또한 특정한 동사 혹은 전치사는 특정한 격을 반드시 필요로 하므로 이 관계는 반드시 숙지하여야 한다.
예시
- haben: Ich habe ein Auto. (나는 자동차 한 대를 가지고 있다) haben 동사는 목적어로 4격 (Akkusativ)을 요구하여 중성 4격 ein Auto를 써야한다.
- helfen: Ich helfe dir. (나는 너를 돕는다) helfen 동사의 경우 우리말로는 (~를 돕다) 라고 해석이 되기 때문에 4격을 필요로 할 것처럼 보이나 3격을 써야 한다.
- fragen: Er fragt mich. (그가 나에게 물었다) fragen 동사의 경우 우리말로는 (~에게 묻다) 라고 해석 되기 때문에 3격을 필요로 할 것처럼 보이나 4격을 써야 한다.

|              | 남성형 | 여성형 | 중성 | 복수형 |
| ------------ | ------ | ------ | ---- | ------ |
| 주격         | der    | die    | das  | die    |
| 소유격(속격) | des    | der    | des  | der    |
| 여격         | dem    | der    | dem  | den    |
| 목적격(대격) | den    | die    | das  | die    |

|              | 남성형 | 여성형 | 중성  | 복수형 |
| ------------ | ------ | ------ | ----- | ------ |
| 주격         | ein    | eine   | ein   | -      |
| 소유격(속격) | eines  | einer  | eines | -      |
| 여격         | einem  | einer  | einem | -      |
| 목적격(대격) | einen  | eine   | ein   | -      |

### 동사의 변화
표준 독일어 동사의 굴절은 다음과 같다.
- 두 가지 주요 동사활용 부류(conjugation class)
  - 약동사(weak verb) : 영어 동사 중 과거형 및 과거분사형이 동사원형에 접미사 '-(e)d'가 붙는 것들은 대부분 약동사에 속한다.
  - 강동사(strong verb) : 영어 동사 중 과거형 및 과거분사형이 원형과는 다른 형태로 불규칙하게 변하는 것들은 대부분 강동사에 속한다.
  - 혼합동사(mixed verb) : 강동사와 약동사의 동사활용 특징을 모두 가지고 있다.
- 인칭(person) 3개 : 1인칭(first person), 2인칭(second person), 3인칭(third person)
- 수(number) 2개 : 단수(singular), 복수(plural)
- 서법(mood) 3개 : 지시법(indicative mood), 명령법(imperative mood), 접속법(subjunctive mood)(부정법infinitive에 추가하여)
- 태(voice) 2개
  - 능동태(active voice)
  - 수동태(passive voice) : 조동사(auxiliary verb)를 사용하고 정적(static) 수동태와 동적(dynamic) 수동태로 나뉜다.
    - 정적 수동태 : 지속적 상태(constant state)를 보여주고 동사 'sein'(영어의 be)을 사용한다.
    - 동적 수동태 : 동작(action)을 보여주고 동사 'werden'(영어의 become)을 사용한다.
- 시제(tense)
  - 조동사 없는 것 2개 : 현재형(present), 단순과거형(preterite)
  - 조동사 있는 것 4개 : 현재완료형(perfect), 과거완료형(pluperfect), 미래형(future), 미래완료형(future perfect).
- 상(aspect) : 여러 상 사이의 구분은 접속형(subjunctive)이나 단순과거형(preterite) 표지를 이용, 평서 지시태(plain indicative voice)는 이 두가지 모두 사용하지 않는다. 접속형은 그 자체로 간접화법(reported speech)을 갖는다. 접속형과 단순과거형은 조선 상태를 보여준다. 단순과거형은 (과거의) 평서 지시법(plain indicative)에 쓰거나, 명료하게 사용하고자 할 때 간접화법이나 동사의 조건적 상태의 (직설법) 대체물로서 기능한다.
- 발전의 모든 단계에 있어, 현재완료와 진행형(progressive aspect) 사이의 구분은 이전 언어의 생산적 범주(productive category)였고 지금도 그러하며, 거의 모든 문서화된 방언에서도 마찬가지이다. 그러나 아주 특이하게도 현재에는 문어체에서는 현재 통일된 철자법 형태로는 엄격히 배제되어 있다.
- 완료형(completed form)과 미연형(uncompleted form) 간의 엄격한 구분이 보이며, 규칙적으로 공통된 접두사(prefix)를 통해 만든다.
  - blicken(영어 look) -> erblicken(영어 see) 무관형(unrelated form) : sehen

독일어의 동사는 영어와 같이 시제에 따라 형태가 변하며, 주어에 대해서도 변화한다. 예를 들어 "오다"라는 뜻을 가진 동사 "kommen" (영어의 come)을 보면,
| 주어      | 동사(변화) |
| --------- | ---------- |
| ich       | komme      |
| du        | kommst     |
| er/sie/es | kommt      |
| wir       | kommen     |
| ihr       | kommt      |
| Sie       | kommen     |

와 같이 동사의 어미가 변화한다. 단, 불규칙적으로 변화하는 동사도 존재한다. 영어의 can에 해당하는 조동사 "können"을 예시로 들자면,
| 주어      | 동사(변화) |
| --------- | ---------- |
| ich       | kann       |
| du        | kannst     |
| er/sie/es | kann       |
| wir       | können     |
| ihr       | könnt      |
| Sie       | können     |

이와 같이 불규칙적으로 변화한다.
다시 위의 동사 "kommen"으로 돌아가, 이번에는 시제에 의한 동사변화를 살펴보자. 독일어에는 총 6개의 시제가 존재한다. 각각 현재형(Präsens), 단순과거(Präteritum), 현재완료(Perfekt), 과거완료(Plusquamperfekt), 미래형 (Futur I), 미래완료형(Futur II)이다.
단순 과거의 경우 주로 문학 작품이나 신문 등 문어체로 쓰인다.
| 주어      | 동사(변화) |
| --------- | ---------- |
| ich       | kam        |
| du        | kamst      |
| er/sie/es | kam        |
| wir       | kamen      |
| ihr       | kamt       |
| Sie       | kamen      |

동사 어미에서는 ich 와 er/sie/es에서 뒤의 e가 없어진 것을 주의하자. 예를 들어,
- Peter kam endlich zum Bahnhof. (피터는 마침내 기차역에 왔다.)에서 원래 동사인 "kommen" 이 단순 과거 형으로 변화, "kam"이 되었다.

#### 현재완료
독일어에서는 현재완료형과 단순과거형의 의미 차이가 크지 않다. 구어체를 써야 할 상황에서는 현재완료형을 가장 많이 사용한다.
영어에서는 현재완료 시제로 주어 + has/have + 과거분사 형을 사용한다. 독일어에서도 많은 단어들이 주어 + haben + 과거분사형을 쓰지만, 특정 단어들은 주어 + sein + 과거분사형을 사용한다. kommen도 그 중 하나이다.
| 주어      | 동사(변화)    |
| --------- | ------------- |
| ich       | bin gekommen  |
| du        | bist gekommen |
| er/sie/es | ist gekommen  |
| wir       | sind gekommen |
| ihr       | seid gekommen |
| Sie       | sind gekommen |

단순과거형과는 달리, sein 동사에 간단한 변형을 가한 동사만 더해주면 되기 때문에 편리하다. 예를 들어,
- Anna ist wütend, weil Peter nicht zu ihrer Geburtstagsfeier gekommen ist. (안나는 피터가 그녀의 생일 파티에 오지 않아 화가 났다.)

#### 동사 접두사
기본 동사의 의미는 확장될 수 있고 많은 접두사의 사용을 통해 급격하게 변할 수도 있다. 일부 접두사는 특별한 의미를 갖는다. 예를 들어 접두사 zer-는 파괴(destruction)를 의미한다.
- zerreißen 해체하다(tear apart)
- zerbrechen 분리하다(break apart)
- zerschneiden 절개하다(cut apart)

다른 접미사는 그 자체로 가장 모호한 의미만을 갖는다. ver-는 많은 동사들 가운데에서 발견되며 많은 의미를 갖는다.
- suchen (찾다 seek) < versuchen (시도하다 try)
- nehmen (취하다 take) < vernehmen (심문하다 interrogate)
- teilen (공유하다 share) < verteilen (분배하다 distribute)
- stehen (서다 stand) < verstehen (이해하다 understand)

다른 사례로는 다음과 같다.
- haften (to stick), verhaften (to detain)
- kaufen (to buy), verkaufen (to sell)
- hören (to hear), aufhören (to cease)
- fahren (to drive), erfahren (to experience)

많은 독일어 동사들은 분리 가능한 접두사를 가지며 부사적 기능을 갖기도 한다. 정동사(finite verb)에서, 동사는 분리되고 접두사는 절(clause)의 뒤로 가기에 일부는 '귀결 분사(resultative particle)'로 간주하기도 한다. 예를 들어 '계속하다(go along)'라는 뜻의 'mitgehen'은 'mit'와 'gehen'으로 분리되어 'Gehen Sie mit?'라고 사용한다. 이는 영문으로 전환하여 그대로 표현하면 "Go you with?"이지만, 관용적으로는 'Are you going along?('계속하고 있니?')'라는 뜻이 된다.
사실 일부 삽입절(parenthetical clause)은 정동사의 접두사와 보어(complement) 사이에 들어간다.
- 예) ankommen = 도착하다(arrive), er kam an = 그는 도착했다(he arrived), er ist angekommen = 그는 도착했었다(he has arrived)
- Er kam am Freitagabend nach einem harten Arbeitstag und dem üblichen Ärger, der ihn schon seit Jahren immer wieder an seinem Arbeitsplatz plagt, mit fraglicher Freude auf ein Mahl, das seine Frau ihm, wie er hoffte, bereits aufgetischt hatte, endlich zu Hause an.

이를 입증하고자 사용한 예시를 선택적으로 영문 직역한 문장은 다음과 같다.
- He came on Friday evening, after a hard day at work and the usual annoyances that had time and again been troubling him for years now at his workplace, with questionable joy, to a meal which, as he hoped, his wife had already put on the table, finally home to.

### 어순
독일어 어순(word order)는 V2 어순(V2 word order) 제한이며 또한 주절(main clause)에는 SOV 어순(SOV word order) 제한이 있다. 시비의문문(yes-no questions), 감탄, 희망, 정동사는 첫번째 자리(first position)를 갖는다. 종속절(subordinate clause)에서 동사는 가장 마지막에 놓는다.
독일어는 문장 내 두 번째를 나타내기 위하여 언어적 요소(verbal element, 주동사 혹은 조동사)가 필요하다. 동사는 문장의 주제(topic) 뒤에 나온다. 초점을 두는 요소는 문장 가장 마지막에 나타난다. 조동사 없는 문장에서는 다음의 것들이 가능하다.
- Der alte Mann gab mir gestern das Buch. (The old man gave me yesterday the book.)(정상적인 어순)
- Das Buch gab mir gestern der alte Mann. (The book gave [to] me yesterday the old man.)
- Das Buch gab der alte Mann mir gestern. (The book gave the old man [to] me yesterday.)
- Das Buch gab mir der alte Mann gestern. (The book gave [to] me the old man yesterday.)
- Gestern gab mir der alte Mann das Buch. (Yesterday gave [to] me the old man the book.)(정상적인 어순)
- Mir gab der alte Mann das Buch gestern. ([To] me gave the old man the book yesterday.) (다른 누군가에 대하여 다른 날짜이다.)

영어에서는 각 서법(mood)에 따라 명사가 서술어(predicate)의 앞에 오냐 뒤에 오냐에 따라 주어가 되거나 목적어 혹은 보어가 된다. 이와 달리, 독일어에서는 명사의 위치에 따라 주어나 목적어 등이 되지는 않는다.
그러나 독일어의 유연한 어순은 특정 단어를 강조하게 한다.
- 정상적인 어순
  - Der Direktor betrat gestern um 10 Uhr mit einem Schirm in der Hand sein Büro.
  - The manager entered yesterday at 10 o'clock with an umbrella in the hand his office.

- 정상적인 어순의 두번째 변형
  - Der Direktor betrat sein Büro gestern um 10 Uhr mit einem Schirm in der Hand.
  - The manager entered his office yesterday at 10 o'clock with an umbrella in the hand.

-> 이는 시간을 자세히 설명한 것을 강조하고, 그가 우산을 가져갔다는 것을 강조한다.
- 목적어를 앞으로
  - Sein Büro betrat der Direktor gestern um 10 Uhr mit einem Schirm in der Hand.
  - His office entered the manager yesterday at 10 o'clock with an umbrella in the hand.

-> 목적어 'Sein Büro'(그의 사무실)은 강조되면서, 또한 다음 문장의 주제가 될 수 있다.
- 시간부사를 앞으로
  - Gestern betrat der Direktor um 10 Uhr mit einem Schirm in der Hand sein Büro. (aber heute ohne Schirm)
  - Yesterday entered the manager at 10 o'clock with an umbrella in the hand his office. (but today without umbrella)

-> 오늘은 우산이 없다는 어감
- 두 가지 시간 표현을 앞으로
  - Gestern um 10 Uhr betrat der Direktor mit einem Schirm in der Hand sein Büro.
  - Yesterday at 10 o'clock entered the manager with an umbrella in the hand his office.

-> 풀타임 정보인 10시라는 시각이 강조된다.
- 기타
  - Gestern um 10 Uhr betrat der Direktor sein Büro mit einem Schirm in der Hand.
  - Yesterday at 10 o'clock entered the manager his office with an umbrella in the hand.

-> 시간 정보와 그가 우산을 가져왔다는 사실이 강조된다.
- 교체된 부사
  - Der Direktor betrat mit einem Schirm in der Hand gestern um 10 Uhr sein Büro.
  - The manager entered with an umbrella in the hand yesterday at 10 o'clock his office.
  - 부사구 'mit einem Schirm in der Hand'가 강조된다.

- 교체된 목적어
  - Der Direktor betrat gestern um 10 Uhr sein Büro mit einem Schirm in der Hand.
  - The manager entered yesterday at 10 o'clock his office with an umbrella in the hand.

-> 시간 정보와 목적어'sein Büro'가 가볍게 강조된다.
유연한 어순은 시의 운율이나 비유적 표현 등에 따라 보다 자유롭게 언어 도구를 사용하게 한다.

#### 조동사
조동사(auxiliary verb)는 두 번째 자리에 오고, 주동사는 문장 끝에 온다. 특히 완료 시제(perfect tense)를 만들 때 두드러진다. 여러 어순이 가능하다.
- Der alte Mann hat mir heute das Buch gegeben. (The old man has me today the book given.)
- Das Buch hat der alte Mann mir heute gegeben. (The book has the old man me today given.)
- Heute hat der alte Mann mir das Buch gegeben. (Today has the old man me the book given.)

주동사는 첫 번째 자리에 나타나 동작 자체를 강조한다. 조동사는 두 번째 자리에 온다.
- Gegeben hat mir der alte Mann das Buch heute. (Given has me the old man the book today.)

-> 책이 주어졌다는 사실이 강조되며 또한 오늘(heute)이 강조된다.

#### 법조동사
법조동사(modal verb)를 사용한 문장은 부정사(infinitive)를 문장 끝에 둔다. 예를 들어 영어 문장 "Should he go home?"은 독일어로는 "Should he (to) home go?" (Soll er nach Hause gehen?)라고 쓴다. 따라서 종속절이나 관계절이 있는 문장에서 부정사는 마지막에 모인다. 다음의 영어 문장은 독일어 식으로 나열한 것으로, 여기에는 유사한 전치사 모임이 있다. “What did you bring that book that I do not like to be read to out of up for?”

#### 복합 부정사
독일어 종속절은 끝에 모든 동사들이 모인다. 조동사가 미래, 수동, 서법(modality), 완료형을 부호화한다면, 문장 끝에 놓인 매우 긴 동사 집단이 올 수 있다. 이런 구조에서 ‘ge-’와 함께 쓰인 과거분사는 부정사로 대체되기도 한다.
- Man nimmt an, dass der Deserteur wohl erschossenV wordenpsv seinperf sollmod
- One suspects that the deserter probably shot become be should.

-> ‘아마도 탈영병은 총에 맞은 듯 하다’는 뜻
- Er wusste nicht, dass der Agent einen Nachschlüssel hatte machen lassen.
- He knew not that the agent a picklock had make let
- Er wusste nicht, dass der Agent einen Nachschlüssel machen lassen hatte.
- He knew not that the agent a picklock make let had

-> ‘그는 대리인이 자물쇠를 여는 도구를 만들게 했다는 것을 몰랐다’는 뜻
이러한 어순의 끝에 있는 어순은 변형되기 쉽지만 마지막 예시의 두 번째 것은 흔치 않다.

## 예제

### 달력의 요일
- der Sonntag 일요일
- der Montag 월요일
- der Dienstag 화요일
- der Mittwoch 수요일
- der Donnerstag 목요일
- der Freitag 금요일
- der Samstag / der Sonnabend 토요일

### 발음 연습
- (tsch) Deutschland 독일 [ˈdɔɪ̯tʃlant]
- (z) Mozart 모차르트
- (g) gut 좋은 [guːt]
- (m) Morgen 아침 [ˈmɔʁgən]
- (d) Abend 저녁, Geld 돈
- (ch) Bach 실개천
- (qu) Quelle 샘, 원천
- (sch) schwer 무거운, 어려운, Schüler 학생
- (w) wer 누구, was 무엇, warum 왜
- (ng) entlang (~을) 따라서 (예: diese Straße entlang; 이 길을 따라)
- (g) Berg 언덕, 산
- (v) vergessen 잊어버리다

### 간단한 문장
- 인사: "안녕."
  - Guten Morgen. (아침 인사)
  - Guten Tag. (낮 인사)
  - Guten Abend. (저녁 인사)
  - Gute Nacht. (잠 자기 전 인사)
  - Hallo (언제나 사용할 수 있지만 대개 친구사이나 일정 이상 면식이 있는 사이에서 사용한다)
- Entschuldigung. / Entschuldigen Sie. / Entschuldigen Sie bitte. 실례합니다.
- Mein Name ist Suni./Ich heiße Suni./ Ich bin Suni. 내 이름은 순이입니다. (참고: Mein Name ist...라는 표현이 가장 공손한 표현이다)
- Wie geht es Ihnen? 어떻게 지내십니까? Wie geht es dir? 어떻게 지내니? (이 경우 간단히 줄여서 Wie geht's? 라고 말할 수 있다)
- Es geht mir gut. / Mir geht es gut. Danke. 잘지내요. / 잘 지냅니다. 감사합니다.
- Ich habe einen Euro. 나에게 1 유로가 있습니다.
- Was meinst du? "그게 무슨 말이야?" (의미를 묻는 것이 아니라 상대방의 말뜻을 물음) 혹은 "어떻게 생각해?"
- Danke! 감사합니다.
- Vielen Dank! / Herzlichen Dank! 대단히 감사합니다.
- Bitte! / Gerne 천만에요.
- Tschüss!(또는 Tschüs!) / Bis dann 안녕!
- Auf Wiedersehen! 또 봬요!
- Auf Wiederhören! 다음에 또 통화 합시다!

#### 유명한 예문
- Deutschland über alles (도이칠란트 위버 알레스, 세계 위에 군림하는 독일)
- Einigkeit und Recht und Freiheit (아이니히카이트 운트 레흐트 운트 프라이하이트, 통일과 정의와 자유)
- Die Fahne hoch (디 파흐네 호흐, 기를 높이 올려라)
- Gott mit uns (고트 미트 운스, 신의 가호와 함께)
- Gott erhalte Franz den Kaiser (고트 에어할테 프란츠 덴 카이저, 하느님 프란츠 황제를 지켜주시옵소서)
- Heil dir im Siegerkranz (하일 디어 임 지거크란츠, 그대에게 승리의 왕관을)
- Die Wacht am Rhein (디 바흐트 암 라인, 라인 강의 파수꾼)
- Es braust unser Panzer im Sturmwind dahin (에스 브라우스트 운저 판처 임 스트룸빈트 다힌, 우리의 용맹한 전차는 폭풍속으로 돌진한다)
- Sieg Heil Viktoria (지크 하일 빅토리아, 승리 만세)
- Ein Volk, ein Reich, ein Führer (아인 볼크 아인 라이히 아인 퓌러, 하나의 민족 하나의 제국 하나의 총통)
- Seid ihr das Essen? Nein, wir sind die Jäger (자이트 이어 다스 에쎈 나인 비어 진트 디 예거, 너희는 먹이? 아니 우리는 사냥꾼)[3]
- O mein Freund, jetzt hier ist ein Sieg (오 마인 프로인트 예츠 히어 이스트 아인 지크, 친구여 여기에 승리가 있네)
- Opfert eure Herzen (옵페어트 오이어 헤어첸, 심장을 바쳐라)
- Licht und Schatten (리흐트 운트 샤텐, 빛과 그림자)
- Ich bin ein Berliner (이히 빈 아인 베를리너, 나는 베를린 시민이다)[4]
- Ein Gespenst geht um in Europa (아인 게스펜스트 게흐트 움 인 오이로파, 하나의 유령이 유럽을 배회하고 있다)
- Die Geschichte aller bisherigen Gesellschaft ist die Geschichte von Klassenkämpfen. (디 게쉬흐테 알러 비스헤어리겐 게셀샤프트 이스트 디 게쉬흐테 폰 클라센 켐펜, 지금까지의 모든 역사는 계급투쟁의 역사이다)
- Proletarier aller Länder, vereinigt euch! (프롤레타리에어 알레 렌더, 베어아이니흐트 오이!, 만국의 노동자여 단결하라!)

### 담화 문장
식당에서 주문하기
- 직원: Hallo. Geben Sie bitte Ihre Bestellung auf. →안녕하세요. 주문하시겠습니까?
- 손님: Einen Augenblick, ich muss erst nachdenken. →잠시만요, 생각 좀 할게요.
- 직원: Natürlich, nehmen Sie sich Zeit. →당연히 기다리겠습니다.
- 손님: Ich nehme Steak mit Pommes. Empfehlen Sie mir einen guten Wein. →감자튀김과 같이 나오는 스테이크 주문할게요. 좋은 와인 추천해주세요.
- 직원: Ich empfehle Ihnen Valpolicella. →Valpolicella를 추천해드립니다.
- 손님: Okay, Ich nehme das. →네, 그걸로 시킬게요.
- 직원: Wie soll ich das Fleisch braten? →고기는 어떻게 구워드릴까요?
- 손님: Braten Sie das Fleisch ein bisschen! →조금만 구워주세요!
- 직원: Darf ich Ihnen noch etwas bringen? →다른 것 필요하신 거 있으신가요?
- 손님: Ich möchte Gulaschsuppe. →굴라시수프요.
- 직원: Das wären also Steak mit Pommes, Wein Valpolicella, und Gulaschsuppe. Ist das alles? →주문하신 것은 감자튀김과 나오는 스테이크, 와인 Valpolicella, 굴라시수프입니다. 전부입니까?
- 손님: Ja. Soll man vorausbezahlen? →네. 선불입니까?
- 직원: Ja. Das macht 12,50 € (12 Euro 50 Cent). →네. 12.50유로입니다.
- 손님: Die Rechnung ist irgendwie nicht korrekt. Ich denke, das macht 11,50 €. →계산이 잘못된 것 같네요. 제 생각에는 11,50유로입니다.
- 직원: Ah! Entschuldigung! Das macht 11,50 €. Verzeihen Sie bitte meinen Fehler. →아! 죄송합니다. 11.50유로 맞군요. 실수를 용서해주세요.
- 손님: Keine Ursache. Kann ich mit Karte zahlen? →괜찮습니다. 카드로 계산할 수 있나요?
- 직원: Es tut mir leid, dass Sie bar zahlen müssen. →죄송합니다만, 현금으로 계산하셔야 합니다.
- 손님: Ah, hier. Das stimmt so. →아, 여기요. 잔돈은 됐습니다.
- 직원: Vielen Dank. Guten Appetit. →감사합니다. 좋은 식사되세요.

## 다른 언어 호칭법
일반적으로 다른 언어에서 독일어를 이르는 명칭은 어원에 따라 6개의 그룹으로 나뉜다.
| 1. 초기 독일어 단어인 "민족"에서 나옴: - 네덜란드어: Duits - 노르웨이어: tysk - 덴마크어: tysk - 독일어: Deutsch - 베트남어: tiếng Đức - 스웨덴어: tyska - 아이슬란드어: þysk - 아프리칸스어: Duits - 이디시어: ‫דײַטש‬ (daytsh) - 이탈리아어: tedesco - 일본어: ドイツ語 도이츠고(doitsugo)[*], 独逸語 - 중국어 간체자: 德语, 정체자: 德語, 병음: déyǔ, 주음 부호: ㄉㄜˊㄩˇ 중국어 간체자: 德意志语, 정체자: 德意志語, 병음: déyìzhiyǔ, 주음 부호: ㄉㄜˊㄧˋㄓˋㄩˇ - 페로어: týskt - 한국어: 독일어(獨逸語), 도이췰란트어, 도이취어 | 2. 게르만족의 명칭에서 나옴: - 그리스어: Γερμανικά (germaniká) - 루마니아어: germană - 인도네시아어: bahasa Jerman - 아르메니아어: գերմաներեն (Germaneren) - 아일랜드어: Gearmáinis - 알바니아어: gjermanishte - 암하라어: ጀርመን (järmän) - 영어: German - 에스페란토: germana lingvo - 조지아어: გერმანული (germanuli) - 태국어: ภาษาเยอรมัน (phasa yerman) - 히브리어: ‫גרמנית‬ (germanit) | 3. 색슨족의 이름에서 나옴: - 에스토니아어: saksa - 핀란드어: saksa |
| 4. 슬라브어 계통의 고어인 "벙어리"에서 나옴: - 러시아어: немецкий - 루마니아어: nemţeşte - 벨라루스어: нямецкая - 불가리아어: немски - 세르비아어: немачки nemački - 슬로바키아어: nemčina - 슬로베니아어: nemščina - 우크라이나어: німецька - 체코어: němčina - 크로아티아어: njemački - 폴란드어: niemiecki - 헝가리어: német | 5. 알레마니족의 이름에서 나옴: - 바스크어: alemanera - 브르타뉴어: alamaneg - 아랍어: ‫ألمانية‬ (alimāniyyah) - 스페인어: alemán - 웨일스어: Almaeneg - 카탈루냐어: alemany - 타갈로그어: Aleman - 튀르키예어: Almanca - 포르투갈어: alemão - 페르시아어: ‫آلمانی‬ (Âlmâni) - 프랑스어: allemand                                                                                             | 6. 기타: - 라트비아어: vācu - 리투아니아어: vokiečių               |

## 시험
독일의 독일어 관련 기관 Goethe-Institut(괴테-인스티투트)는 전 세계의 지부에서 독일어 능력 인증 시험인 Goethe-Zertifikat(괴테-체어티피카트)를 실시하고 있다. 한국에서는 Goethe-Institut Seoul(괴테-인스티투트 서울), 즉 주한독일문화원에서 시험을 볼 수 있으며, 시험 등급은 유럽 표준에 따라 A1부터 C2까지 나뉜다. 이 시험은 듣기, 읽기, 쓰기, 말하기 능력을 모두 평가하지만, TOEFL 등의 시험과는 달리 CBT 방식으로 치러지지는 않았었다. 2019년 B2 시험이 개정되며 B2의 경우 읽기, 듣기, 그리고 쓰기를 노트북으로 시험볼 수 있게 되었다.

## 대한민국 사회 속 독일어

### 대한민국의 독일어 교육
- 1990년대까지 독일어는 프랑스어와 함께 고등교육 정기과정의 제2외국어 과목 중 가장 많이 선택하는 언어의 하나였으나, 2000년대에 들어와서는 중국어와 일본어의 급증하는 수요에 밀려 감소하였다.
- 2000년부터 대학수학능력시험에 독일어 과목도 선택할 수 있게 되었다.
- 현재 한국에서 가르치는 독일어는 중부 독일어를 기초로 한 표준 독일어이다.

### 대한민국의 언어 생활 속의 독일어
아르바이트(Arbeit, 노동. 노동자는 Arbeiter.), 테마(Thema), 이데올로기(Ideologie), 마하(Mach), 아우토반(Autobahn), 알레르기(Allergie), 킨더가르텐(Kindergarten, 유치원. 어린이를 뜻하는 킨더와 정원을 뜻하는 가르텐을 더하여 만듦.), 비어(Bier), 벤츠(Benz), 아스피린(Aspirin), 분데스리가(Bundesliga), 에델바이스(Edelweiß), 카테고리(Kategorie), 마이스터(Meister), 호프(Hof), 로렐라이(Loreley), 비타민(Vitamin), 파밀리에(Familie) 프레첼(Brezel), 도플갱어(Doppelgänger) 등

## 참고 문헌
- George O. Curme, 독일어의 문법 (A Grammar of the German Language) (1904, 1922)
- 고등학교 독일어권 문화 1 (교육부, 2015)
- 서울외국어고등학교 회화수업 - 예제 담화문장 부분

## 같이 보기
- 나미비아의 독일어
- 도이치 (어원)
- V1 어순
- 겸자구조
- 독일어
- 독일어 관사
- 독일어 대명사
- 독일어 동사
- 독일어 동사활용
- 독일어 명사
- 독일어 명사화
- 독일어 문법
- 독일어 문장 구조
- 독일어 문장 유형
- 독일어 발음
- 독일어 병렬 생략
- 독일어 부사구
- 독일어 불변화사 목록(1996년 정서법 개정안)
- 독일어 양태불변화사
- 독일어 접두사동사 및 불변화사동사
- 독일어 접속법
- 독일어 정서법
- 독일어 주어 내부 생략
- 독일어 태
- 독일어 형용사
- 독일어 환치사

### 배우기
- (영어) Links to online resources for learners of German
- (영어) German 101 Free information on the German language
- (독일어) 온라인 독일어 문법사이트

### 문장, 단어 번역
- (한국어) 한-독-한 사전 보관됨 2016-03-04 - 웨이백 머신
- (영어) 영-독 사전
- (영어) 독-영 사전
  - 웹스터 온라인 사전 - 로제타판
- (독일어) The LEO Online Dictionary: 독-영-독 사전
- (영어) German dictionary[깨진 링크]: 독-영-독 사전

### 기타
- (영어) Ethnologue report for German
- (독일어) Verein Deutsche Sprache
- (독일어) Sprachatlas des Deutschen Reichs - Project publishing the 19th century Linguistic Atlas of the German Empire